# رون أوتيسين
رون أوتيسين (بالنرويجية البوكمول: Rune Ottesen)‏ هو لاعب كرة قدم نرويجي في مركز الوسط، ولد في 7 فبراير 1954 في Stord ‏ في النرويج. شارك مع منتخب النرويج تحت 19 سنة لكرة القدم ومنتخب النرويج تحت 21 سنة لكرة القدم ومنتخب النرويج لكرة القدم. أما مع النوادي، فقد لعب مع نادي برينه.

## وصلات خارجية
- رون أوتيسين على موقع اتحاد النرويج (النرويجية)
- رون أوتيسين على موقع قاعدة بيانات كرة القدم.إي يو (الإنجليزية)
- رون أوتيسين على موقع ناشيونال فوتبول تيمز (الإنجليزية)
- رون أوتيسين على موقع عالم كرة القدم.نت (الإنجليزية)